# Lomariopsidaceae
Lomariopsidaceae är en familj av ormbunkar. Lomariopsidaceae ingår i ordningen Polypodiales, klassen Polypodiopsida, fylumet kärlväxter och riket Plantae. Enligt Catalogue of Life omfattar familjen Lomariopsidaceae 57 arter. 
Kladogram enligt Catalogue of Life:
| Lomariopsidaceae | \| \| Cyclopeltis \| \| \| \| \| \| Lomariopsis \| \| \| \| \| \| Thysanosoria \| \| \| \| |
|                  | \| \| Cyclopeltis \| \| \| \| \| \| Lomariopsis \| \| \| \| \| \| Thysanosoria \| \| \| \| |
|                  | Aspleniaceae                                                                               |
|                  |                                                                                            |
|                  | Athyriaceae                                                                                |
|                  |                                                                                            |
|                  | Blechnaceae                                                                                |
|                  |                                                                                            |
|                  | Cystopteridaceae                                                                           |
|                  |                                                                                            |
|                  | Davalliaceae                                                                               |
|                  |                                                                                            |
|                  | Dennstaedtiaceae                                                                           |
|                  |                                                                                            |
|                  | Diplaziopsidaceae                                                                          |
|                  |                                                                                            |
|                  | Dryopteridaceae                                                                            |
|                  |                                                                                            |
|                  | Hemidictyaceae                                                                             |
|                  |                                                                                            |
|                  | Hypodematiaceae                                                                            |
|                  |                                                                                            |
|                  | Lindsaeaceae                                                                               |
|                  |                                                                                            |
|                  | Lonchitidaceae                                                                             |
|                  |                                                                                            |
|                  | Nephrolepidaceae                                                                           |
|                  |                                                                                            |
|                  | Oleandraceae                                                                               |
|                  |                                                                                            |
|                  | Onocleaceae                                                                                |
|                  |                                                                                            |
|                  | Polypodiaceae                                                                              |
|                  |                                                                                            |
|                  | Pteridaceae                                                                                |
|                  |                                                                                            |
|                  | Rhachidosoridaceae                                                                         |
|                  |                                                                                            |
|                  | Saccolomataceae                                                                            |
|                  |                                                                                            |
|                  | Tectariaceae                                                                               |
|                  |                                                                                            |
|                  | Thelypteridaceae                                                                           |
|                  |                                                                                            |
|                  | Woodsiaceae                                                                                |
|                  |                                                                                            |
|                  | Cyclopeltis                                                                                |
|                  |                                                                                            |
|                  | Lomariopsis                                                                                |
|                  |                                                                                            |
|                  | Thysanosoria                                                                               |
|                  |                                                                                            |

|  | Cyclopeltis  |
|  |              |
|  | Lomariopsis  |
|  |              |
|  | Thysanosoria |
|  |              |

## Bildgalleri

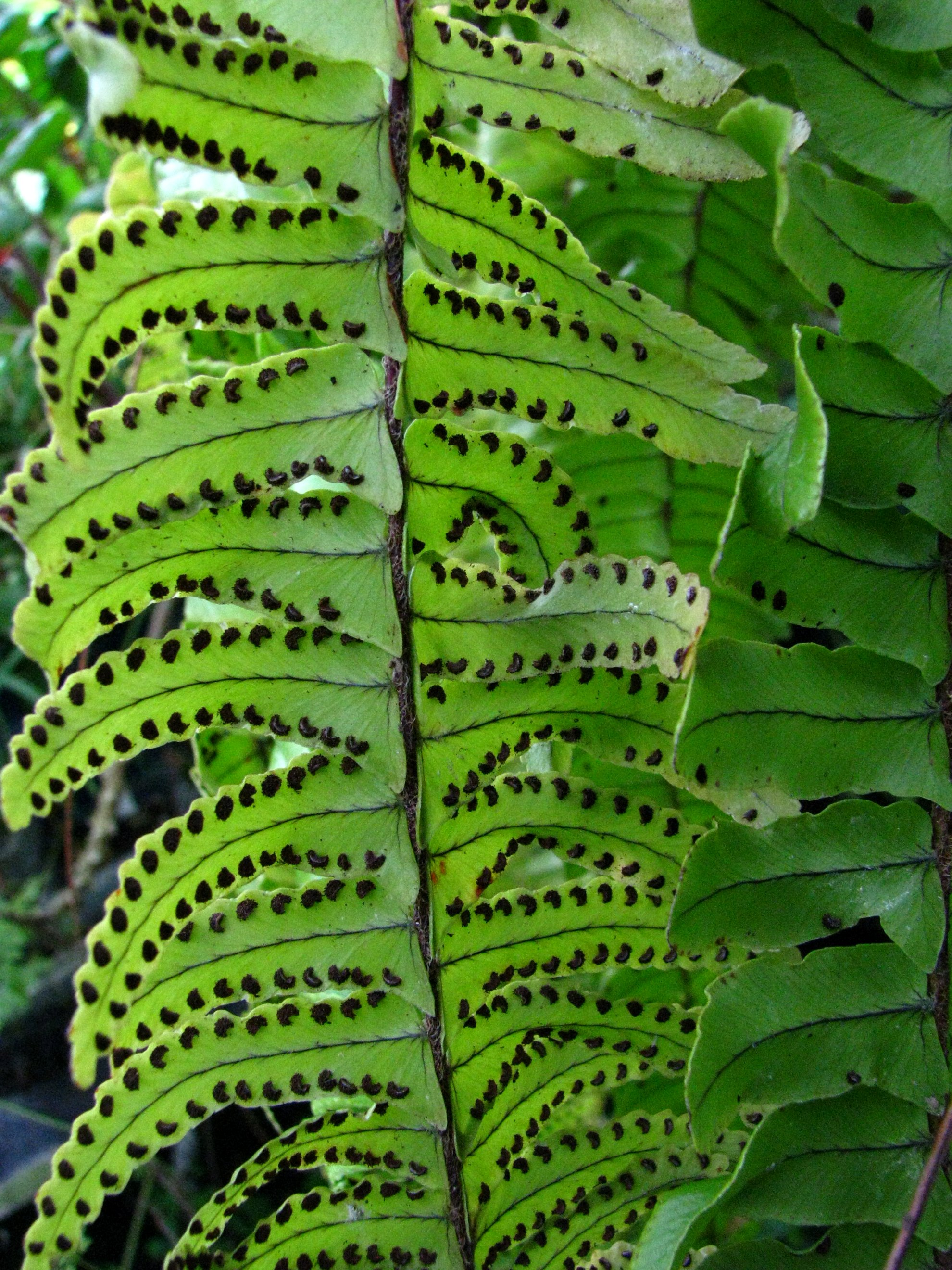